# Начер Татай, Хосе Висенте
Хосе Висенте Начер Татай (исп. José Vicente Nácher Tatay; род. 10 апреля 1964, Валенсия, Испания) — испано-гондурасский прелат, лазарист. Архиепископ Тегусигальпы с 26 января 2023. 